# Bahía de la Ascensión
La bahía de la Ascensión es una bahía de baja profundidad localizada en la costa occidental del mar Caribe,  en el estado mexicano de Quintana Roo.
La bahía de la Ascensión fue descubierta por el explorador español Juan de Grijalva en el año de 1518 y en el día de esa festividad religiosa, por la cual le dio su nombre. Debido a su baja profundidad es de difícil navegación por barcos de gran calado y lo cual tiene como consecuencia el que no tenga ningún puerto de altura.
Durante los primeros años de desarrollo del Territorio de Quintana Roo fue establecido un pequeño puerto en la población de Vigía Chico, la cual fue enlazada mediante ferrocarril con la población de Santa Cruz de Bravo, hoy Felipe Carrillo Puerto.
En la actualidad, la bahía de la Ascensión es considerada un santuario natural y forma parte de la Reserva de la Biosfera de Sian Ka'an, sus costas son bajas y cubiertas por mangle, en el centro de su boca en el mar Caribe se localiza la única isla de importancia, Cayo Culebra.